# Aernout van Citters
Aernout van Citters (ur. 10 grudnia 1633, zm. 12 października 1696) – holenderski dyplomata.
Pełnił funkcję holenderskiego ambasadora w Londynie, gdy na angielskiego króla wybierany był holenderski stadhouder Wilhelm III Orański. Jego synem był Willem I van Citters.